# وينترلي اند وهيلك هيث (تشيشير)
وينترلي اند وهيلك هيث (بالإنجليزية: Winterley and Wheelock Heath)‏ هي قرية تقع في المملكة المتحدة في شمال غرب إنجلترا.